# 马尔·惠特菲尔德
马尔文·格雷斯顿·惠特菲尔德（英語：Malvin Greston Whitfield，1924年10月11日—2015年11月19日），美国男子田径运动员、亲善大使和空军士兵。他曾在1948年夏季奥运会和1952年夏季奥运会田径比赛中获得3枚金牌、1枚银牌和1枚铜牌。

## 延伸阅读
- Walter, John C., and Malina Iida. Better Than the Best: Black Athletes Speak, 1920–2007. Seattle: University of Washington Press, 2010. ISBN 9780295990538